# Оанча (Бреїла)
Оанча (рум. Oancea) — село у повіті Бреїла в Румунії. Входить до складу комуни Роману.
Село розташоване на відстані 163 км на північний схід від Бухареста, 19 км на північний захід від Бреїли, 148 км на північний захід від Констанци, 24 км на захід від Галаца.

## Населення
За даними перепису населення 2002 року у селі проживали 472 особи, з них 470 осіб (99,6%) румунів. Усі жителі села рідною мовою назвали румунську.